# Museo Cusí de Farmàcia
El Museo Cusí de Farmacia es un museo de titularidad privada que se encuentra en las instalaciones de los laboratorios Alcon (Laboratorios Cusí), en El Masnou (El Maresme). El museo es propiedad de la Real Academia de Farmacia de Cataluña.

## Historia
El museo Cusí de Farmacia fue creado por el farmacéutico, Joaquim Cusí i Fortunet, fundador de una empresa familiar de productos farmacéuticos que tuvo su origen, en 1902, en su farmacia de la calle Ample de Figueras. Secundado por Rafael y Carles Cusí, el laboratorio farmacéutico prosperó y en 1925 se trasladó al pueblo de El Masnou. En 1995 los Laboratorios Cusí pasaron a ser propiedad del grupo Alcon con el nombre de AlconCusí, y en 1997 el Museo Cusí de Farmacia fue cedido por la familia Cusí a la Real Academia de Farmacia de Cataluña que, con la ayuda de la empresa actual, cuida su mantenimiento y difusión.

## Colecciones
El núcleo central del museo es una instalación farmacéutica benedictina del XVIII procedente de la abadía de Santa María la Real de Nájera, La Rioja. Ésta fue comprada por Joaquim Cusí en 1921 e instalada con la intención de reproducir con la mayor fidelidad este recinto. De estilo barroco, fue construida durante la segunda mitad del XVIII.
Cabe destacar también la biblioteca, con más de 10.000 volúmenes, y diferentes colecciones relacionadas con la farmacia y la medicina.
En el Museo, también se reúnen diferentes colecciones de objetos y complementos de procedencia diversa relacionados con la farmacia y la medicina, que, por su valor, originalidad y variedad, aumentan la importancia de este conjunto museístico. Destacamos una colección de recipientes cerámicos procedentes de diversas zonas de España de los siglos XVIII y XIX.